# بخش زاکاپا
بخش زاکاپا (به اسپانیایی: Departamento de Zacapa) یک منطقهٔ مسکونی در گواتمالا است که در گواتمالا واقع شده‌است. بخش زاکاپا ۲٬۶۹۰ کیلومتر مربع مساحت و ۲۴۵٬۳۷۴ نفر جمعیت دارد.